# Albertus Persijn
Albertus Persijn, né le 11 avril 1974 à Purmerend, est un joueur de football néerlandais aujourd'hui retraité qui occupait le poste de défenseur À l'exception d'une saison en Belgique, il passe toute sa carrière aux Pays-Bas, principalement dans les divisions inférieures.

## Carrière
Albertus Persijn commence le football au VV Monnickendam avant de rejoindre l'école des jeunes du FC Volendam où il termine sa formation. En 1995, il est intégré à l'équipe première du club qui évolue en Eredivisie. Il y devient rapidement un titulaire indiscutable. En 1998, le club est relégué en Eerste Divisie mais malgré cette descente, le joueur reste fidèle au club. 
En 2000, il part tenter sa chance en Belgique et rejoint le Heusden-Zolder SK, tout juste promu en deuxième division belge. Il n'y reste qu'une saison avant de rentrer aux Pays-Bas. 
Il passe ensuite deux ans au FC Dordrecht puis continue à jouer dans les divisions amateurs au FC Blauw-Wit Amsterdam, au DWV Amsterdam et au VV Monnickendam. Il prend sa retraite de joueur en 2009 et quitte le monde du football pour devenir conseiller financier.